# Jason Tahincioglu
Jason Tahincioglu (Turks: Jason Tahincioğlu, ook wel Jason Tahinci genoemd, Bristol, 29 oktober 1983) is een Turks autocoureur.
Tahincioglu begon op zijn zesde in karting. In 2000 begon hij ook Formule 3 te racen. In 2006 kwam hij uit voor het door Giancarlo Fisichella opgerichte FMS International team uit in de GP2. In 2005 reed hij als eerste Turk een Formule 1-auto, in voorbereiding op de eerste Grand Prix Formule 1 van Turkije.